# Buccinum bayani
Buccinum bayani — вид морских брюхоногих моллюсков из семейства Buccinidae отряда Neogastropoda.
Высота раковины до 15, диаметр до 6,1 см. Она тонкостенная, с 8—9 оборотами, окрас серо-желтый, зеленовато-желтый, желтовато-коричневый или оливковый. Скульптура образована осевыми линиями роста, пересекающими многочисленные однообразные, тесно лежащие спиральные ребрышки. Устье широкое. Обитает в северо-восточной части Тихого океана в Японском и Охотском морях, у берегов Южного Приморья и острова Хонсю до Кроноцкого залива на Камчатке. Бентосное животное, встречается на илистых и илисто-песчанистых с галькой и камнями грунтах. Питается в основном падалью, но может атаковать и живую добычу. Половозрелыми становятся с трех летнего возраста при длине раковины 8—10 см. Кладка похожа на комок из 25—200 кожистых яйцевых капсул, серовато-желтая. В каждой капсуле содержится белковая жидкость и много яиц, но к финалу развития остается не более 30 особей, обычно меньше 10. Через 2 месяца яиц выводятся молодые улитки с длиной раковины около 2 мм. Это моллюски безвредны для человека, являются объектом промысла, идут на изготовление консервов под название «трубач».